# Franco Bevilacqua
Franco Bevilacqua (Roma, 14 agosto 1937) è un giornalista, grafico e illustratore italiano.

## Biografia
Dopo le prime esperienze del giornale studentesco Il Pincio, entra come grafico nel settimanale Vita diretto da Luigi D'Amato. Nel 1964 realizza il progetto grafico e d'impaginazione del settimanale La Fiera Letteraria diretto da Diego Fabbri.
Dal 1965 entra come impaginatore e grafico nei settimanali del Corriere della Sera come La Domenica del Corriere diretta da Guglielmo Zucconi e la Tribuna Illustrata diretta da Alfredo Pigna.
Giornalista dal 1972, diventa redattore di Paese Sera.
Nel 1976 è tra i fondatori di Repubblica dove assume la direzione del settore grafico. Per il quotidiano di Eugenio Scalfari tracciava linee, i corpi, i caratteri e disegnava una vignetta quotidiana per le pagine dell'economia.
Nel 1978 idea il supplemento periodico di Repubblica «Satyricon», progetto sviluppato con Giorgio Forattini e in seguito con Massimo Bucchi.
Nel 1979 passa a L’Europeo come art director. Torna alla Repubblica nel 1980 come caposervizio grafico. Nel 1982 progetta la nuova testata e grafica del quotidiano Il Globo con Michele Tito.
Nel 1982 apre un proprio studio di grafica con il quale prosegue collaborazioni con vari quotidiani per la realizzazione della nuova veste grafica nel passaggio dal piombo alla fotocomposizione, partecipa alla realizzazione di varie campagne pubblicitarie; cura l’impaginazione e l’edizione di libri, disegna le copertine e loghi aziendali e istituzionali e sviluppa una vasta produzione di libri come illustratore, con particolare interesse per la città di Roma.
In una intervista del 2015 viene definito colui che ha "disegnato" tutti i più importanti giornali italiani.

## Opere
La produzione di disegni per illustrazioni, studi di impaginazione, lettering, testate e copertine per quotidiani e periodici e volumi del periodo dal 1973 al 2005 è ampiamente documentata nel Centro Studi e Archivio della Comunicazione (CSAC), centro di ricerca dell'Università di Parma.
Dal 2009, anno in cui ha pubblicato il suo primo libro illustrato, Corpo otto con prefazione di Miriam Mafai, Franco Bevilacqua ha iniziato una lunga serie di pubblicazioni illustrate, tra cui quelle sulle più belle città italiane come Roma, Napoli, Pompei, del Cilento, della Via Appia sulle orme di Carlo Labruzzi, dei Campi Flegrei.
- Corpo otto. Scelte di carattere. Giornali giornalisti antiche storie e altri incontri scritti e disegnati, Roma, Ponte Sisto, 2009, ISBN 978-8895884769.
- I tetti di Roma raccontano, Napoli, Arte’m, 2013, ISBN 978-8856903928.
- (EN) Rome. Tales from roman roofs, Napoli, Arte’m, 2016, ISBN 978-8856905274.
- Per mantenersi in forma basta poco di Simona Giampaoli, Jeremiah Stamler, Franco Bevilacqua, Roma, Il Pensiero Scientifico, 2016, ISBN 978-8849005356.
- La fattoria degli Anistrani, Napoli, Arte’m, 2016, ISBN 978-8856905588.
- Roma dal vero, Roma, Ponte Sisto, 2017, ISBN 978-8899290061.
- Roma dal tram. Le basiliche, le chiese, le piazze, i palazzi, Roma, Ponte Sisto, 2018, ISBN 978-8899290733.
- Napoli in persona, Napoli, Arte’m, 2020, ISBN 978-88-5690-741-4.
- Disegnare la via Appia oggi, Città del Vaticano, Biblioteca Apostolica Vaticana, 2021, ISBN 978-88-2101-067-5.
- Il gatto con le pantofole, Napoli, Arte’m, 2021, ISBN 978-8856908411.
- Pompei. Guida (junior), Napoli, Arte’m, 2022, ISBN 978-88-5690-869-5.
- Carabinieri – Esserci sempre, essere ovunque, Napoli, Rogiosi, 2022, ISBN 978-88-6950-522-5.
- Roma dal fiume. Lungo il fiume Tevere alla scoperta dei ponti di Roma, Roma, Ponte Sisto, 2023, ISBN 978-88-3144-204-6.
- (IT, EN) Campi Flegrei - tessere per un mosaico / weave for a mosaic, Napoli, Arte’m, 2024, ISBN 978-88-5690-983-8.